# Тайдаково (Ясногорский район)
Тайда́ково — деревня в Ясногорском районе Тульской области России. 
В рамках административно-территориального устройства является центром Тайдаковской сельской территории Ясногорского района, в рамках организации местного самоуправления включается в Ревякинское сельское поселение.

## География
На востоке деревни протекает река Вакунька. На западе проходит автодорога М2.

## Население
| 2002 | 2010 |
| ---- | ---- |
| 905  | ↘840 |

Население — 840 чел. (2010).

## История
В 1857 году деревня входила в Тульский уезд Тульской губернии.

## Инфраструктура
В 1,5 км от деревни, у поворота с Федеральной трассы «Крым» на Ясногорск, установлен памятник в честь 50-летия победы советского народа в Великой Отечественной войне 1941—1945 годов.
В деревне имеется школа, детский сад, магазины, Дом культуры. Также есть библиотека с собственной книгой рекордов.

## Экология
Вблизи деревни расположен асфальтовый завод, выбросы которого неблагоприятно влияют на экологическую обстановку Тайдаково.